# Araschnia gerardini
Araschnia gerardini är en fjärilsart som beskrevs av Charles Oberthür 1925. Araschnia gerardini ingår i släktet Araschnia och familjen praktfjärilar. Inga underarter finns listade i Catalogue of Life.